# Makarivka, Popilnea
Makarivka (în ucraineană Макарівка) este o comună în raionul Popilnea, regiunea Jîtomîr, Ucraina, formată numai din satul de reședință.

## Demografie
Componența lingvistică a comunei Makarivka
     Ucraineană (96,89%)
     Rusă (2,07%)
     Alte limbi (0,75%)
Conform recensământului din 2001, majoritatea populației comunei Makarivka era vorbitoare de ucraineană (96,89%), existând în minoritate și vorbitori de rusă (2,07%).

## Legături externe
- pl Makarówka, powiat skwyrski, gmina Pawołocz în Dicționarul geografic al Regatului Poloniei și al altor țări slave, volum V (Kutowa Wola — Malczyce) anul 1884

- pl Makarówka, powiat skwirski, gmina Browki în Dicționarul geografic al Regatului Poloniei și al altor țări slave, volum XV, p. 2 (Januszpol — Wola Justowska)1902